# Kingston Frontenacs (Original)
Die Kingston Frontenacs waren ein kanadisches Eishockeyfranchise der Eastern Professional Hockey League aus Kingston, Ontario.  

## Geschichte
Die Kingston Frontenacs wurden 1959 als Franchise der erstmals ausgetragenen Eastern Professional Hockey League gegründet. In dieser agierten sie als das Farmteam der Boston Bruins aus der National Hockey League. 
Im Anschluss an die Saison 1962/63, in der die Frontenacs den Meistertitel der EPHL gewannen, wurde die Liga aufgelöst und auch die Kingston Frontenacs stellten den Spielbetrieb ein. Seit 1989 spielt ein gleichnamiges Team in der Ontario Hockey League.

## Saisonstatistik
Abkürzungen: GP = Spiele, W = Siege, L = Niederlagen, T = Unentschieden, OTL = Niederlagen nach Overtime SOL = Niederlagen nach Shootout, Pts = Punkte, GF = Erzielte Tore, GA = Gegentore, PIM = Strafminuten
| Saison  | GP | W  | L  | T  | OTL | SOL | Pts | GF  | GA  | Platz    | Playoffs |
| 1959–60 | 70 | 28 | 39 | 3  | —   | —   | 59  | 297 | 326 | 6., EPHL | —        |
| 1960–61 | 70 | 29 | 33 | 8  | —   | —   | 66  | 259 | 269 | 4., EPHL | —        |
| 1961–62 | 70 | 38 | 24 | 8  | —   | —   | 84  | 274 | 224 | 2., EPHL | —        |
| 1962–63 | 72 | 42 | 19 | 11 | —   | —   | 95  | 300 | 229 | 1., EPHL | Meister  |